# Amiral de division (Belgique)
Pour les articles homonymes, voir Amiral de division.
Amiral de division (en néerlandais : Divisieadmiraal) est le deuxième grade inférieur des officiers généraux de marine, au-dessus du grade d'amiral de flottille et en dessous du grade de vice-amiral.

## Description
L'insigne de l'Amiral de division est constitué, sur la manche, d'un épais galon accompagné d'un simple galon ; et sur l'épaule, de deux étoiles d'argent sous une ancre couronnée .
 
L'équivalent dans les trois autres composantes est : Général-major
|        |  |       |     |          |
| Marine |  | Terre | Air | Médicale |

On s'adresse à l'Amiral de division en disant Amiral On s'adresse au Général-major en disant Général.